# Festival de las Artes del Pacífico
 El Festival de las Artes del Pacífico, Festival de Artes del Pacífico o FESTPAC es un festival itinerante organizado cada cuatro años por un país diferente en Oceanía. Fue concebido por la Comunidad del Pacífico (anteriormente "Secretaría de la Comunidad del Pacífico ") como un medio para frenar la erosión de las prácticas culturales tradicionales al compartir e intercambiar cultura en cada festival. El tema principal del festival es la canción y la danza tradicional. El Festival de Artes del Pacífico de 2008 fue organizado por Samoa Americana del 20 de julio al 2 de agosto de 2008; fue el 10º Festival de Artes del Pacífico.

## Selección
El Consejo Cultural del Pacífico (anteriormente "Consejo de Artes del Pacífico", originalmente "Consejo del Festival de las Artes del Pacífico Sur ") selecciona al país anfitrión y reconoce que cada país participante desea la oportunidad de mostrar su propia cultura indígena al albergar el festival. La selección de anfitriones se basa en principios de equidad y se da preferencia a los países que aún no lo han realizado. El país anfitrión del festival paga los costos de los participantes en viajes locales, alojamiento, comidas y otras formas de hospitalidad. La entrada a todos los eventos artísticos es gratuita para el público, lo que maximiza el alcance cultural e inclusión. 
Por su inmensidad, el Océano Pacífico inhibe el intercambio social y cultural entre los habitantes de sus países, en su mayoría isleños. El festival, no una competencia sino un intercambio cultural, reúne a las personas y refuerza la identidad regional y apreciación mutua de la cultura de todo el Pacífico. Los países participantes seleccionan artistas-delegados para representar a su nación en este intercambio de culturas, considerado un gran honor. 
Alrededor de 2.000 artistas asistieron al Festival de Artes del Pacífico 2008 de los países participantes: Samoa Americana, Australia, Islas Cook, Isla de Pascua, Estados Federados de Micronesia, Fiji, Polinesia Francesa, Guam, Hawái, Kiribati, Islas Marshall, Nauru, Nueva Caledonia, Nueva Zelanda, Niue, Isla Norfolk, Islas Marianas del Norte, Palaos, Papua Nueva Guinea, Islas Pitcairn, Samoa, Islas Salomón, Tokelau, Tonga, Tuvalu, Vanuatu, Wallis y Futuna.  Se permitió a Taiwán enviar una delegación de 80 artistas, la mayoría de los cuales eran aborígenes taiwaneses, al Festival por primera vez en 2008.

## Sedes
| Iteración | Año  | fechas                           | Ubicación                          | Tema |
| --------- | ---- | -------------------------------- | ---------------------------------- | --- |
| 1º        | 1972 | 6 de mayo-20 de mayo             | Suva, Fiji                         | "Conservando la cultura" |
| 2º        | 1976 | 6 de marzo-13 de marzo           | Rotorua, Nueva Zelanda             | "Compartiendo cultura" |
| 3º        | 1980 | 30 de junio-12 de julio          | Puerto Moresby, Papúa Nueva Guinea | "Conciencia del Pacífico" |
| 4º        | 1985 | 29 de junio-15 de julio          | Tahití, Polinesia Francesa         | "Mi pacifico" |
| 5º        | 1988 | 14 de agosto-24 de agosto        | Townsville, Australia              | "Intercambio cultural" |
| 6º        | 1992 | 16 de octubre-27 de octubre      | Rarotonga, Islas Cook              | "La herencia marinera" |
| 7º        | 1996 | 8 de septiembre-23 de septiembre | Apia, Samoa                        | "Tala Measina" |
| 8º        | 2000 | 23 de octubre-3 de noviembre     | Nouméa, Nueva Caledonia            | "Palabras del pasado, presente, futuro" |
| 9º        | 2004 | 22 de julio-31 de julio          | Koror, Palaos                      | "Oltobed a Malt - Nutrir, Regenerar, Celebrar" |
| 10º       | 2008 | 20 de julio-2 de agosto          | Pago Pago, Samoa Americana         | Su'iga'ula a le Atuvasa: Threading the Oceania 'Ula |
| 11º       | 2012 | 1-14 de julio                    | Honiara, Islas Salomón             | "Cultura en armonía con la naturaleza" |
| 12º       | 2016 | 22 de mayo-4 de junio            | Hagåtña, Guam                      | “Lo que poseemos, lo que tenemos, lo que compartimos, Voces Unidas del Pacífico” ~ “Håfa Iyo-ta, Håfa Guinahå-ta, Håfa Ta Påtte, Dinanña 'Sunidu Siha Giya PASIFIKU” |
| 13º       | 2020 | Por definir                      | por definir, Hawaii                | "Por definir" |
| 14º       | 2024 | Por definir                      | por definir, Fiji                  | "Por definir" |